# Марьяновка (Херсонская область)
Марья́новка (укр. Мар'янівка) — село в Тавричанской сельской общине Каховского района Херсонской области Украины.
Население по переписи 2001 года составляло 582 человека. Почтовый индекс — 74860. Телефонный код — 5536. Код КОАТУУ — 6523585002.

## Местный совет
74862, Херсонская обл., Каховский р-н, с. Тавричанка, ул. Ленина, 32.
Староста с. Марьяновка Сыта Иван Васильевич